# Ребека Њанденг де Мабиор
Ребека Њанденг де Мабиор (енгл. Rebecca Nyandeng De Mabior) удовица је Џона Гаранга, бившег председника Јужног Судана. Члан је Народног покрета за ослобођење Судана. Обављала је функцију министра за путеве и саобраћај у Влади Јужног Судана од 2005. године, а тренутно је саветник садашњег председника државе Салве Кир Мајардита. Пореклом је из народа Динке.